# إينس شفيردتنر
إينس شفيردتنر (بالألمانية: Ines Schwerdtner) صحفية وسياسية ألمانية من مواليد 26 أغسطس 1989. وهي زعيم مشارك لحزب اليسار منذ أكتوبر 2024. شغلت في السابق منصب رئيس تحرير النسخة الألمانية من مجلة جاكوبين الاشتراكية من عام 2019 إلى عام 2023. انضمت إلى حزب اليسار في أغسطس 2023 وترشحت لانتخابات البرلمان الأوروبي 2024، لكنها لم تحصل على مقعد.